# Яак Уудмае
Яак Уудмае (на естонски: Jaak Uudmäe) е естонски и съветски лекоатлет.
Той е олимпийски шампион в лекоатлетическата дисциплина троен скок от XXII олимпиада, проведена в Москва през 1980 г.. Състезава се и в дисциплината скок на дължина.

## Биография
Завършва гимназия в Тарту през 1972 г. и Естонската селскостопанска академия (Eesti Põllumajandusakadeemia, днес Естонски университет за природни науки, Eesti Maaülikool), също в Тарту.

### Спортна кариера
Печели 2-а сребърни (1977 г. и 1980 г.) и бронзов медал (1979 г.) от европейски първенства в зала, както и сребърен (1979 г.) и 2 бронзови (1978 г. и 1980 г.) медала от първенства на Съветския съюз. От 1975 г. до 1988 г. е 11-кратен шампион на Естония.
Избран е за спортист на годината на Естония през 1979 г. и 1980 г..
XXII олимпиада, 1980 г.
Уудмае печели в тройния скок на олимпийските игри в Москва на 25 юли 1980 г. с резултат 17,35 м при насрещен вятър 0,3 м/сек. Постижението му е сред големите изненади на олимпиадата, тъй като побеждава трикратния олимпийски шампион в тройния скок Виктор Санеев.
Най-добри постижения
- Най-добър резултат на открито: 17,35 м на летните олимпийски игри в Москва през 1980 г.[1]
- Най-добър резултат на закрито: 17,10 м в Минск на 12 февруари 1979 г.[1]

### След спорта
Работи като треньор по лека атлетика между 1987 и 1990 г. Генерален секретар е на Естонския лекоатлетически съюз през 1998 – 1999 г. Учител е по физическо възпитание (2000 – 2013) в Rocca al Mare, което е сред сред най-престижните частни училища в Естония.
Заместник-кмет е на Отепаа (Otepää) от 1990 до 1998 г. Член е на градския съвет на Талин от 2013 г.

## Семейство
Синът му Яанус Уудмае (Jaanus Uudmäe) също е лекоатлет.